# Courville-sur-Eure
Courville-sur-Eure je naselje in občina v srednjem francoskem departmaju Eure-et-Loir regije Center. Naselje je leta 2008 imelo 2.758 prebivalcev.

## Geografija
Kraj leži v pokrajini Orléanais ob reki Eure, 19 km zahodno od Chartresa.

## Uprava
Courville-sur-Eure je sedež istoimenskega kantona, v katerega so poleg njegove vključene še občine Billancelles, Chuisnes, Dangers, Le Favril, Fontaine-la-Guyon, Fruncé, Landelles, Mittainvilliers, Orrouer, Pontgouin, Saint-Arnoult-des-Bois, Saint-Denis-des-Puits, Saint-Georges-sur-Eure, Saint-Germain-le-Gaillard, Saint-Luperce, Vérigny in Villebon s 13.536 prebivalci.
Kanton Courville-sur-Eure je sestavni del okrožja Chartres.

## Zanimivosti
- cerkev sv. Petra iz 15. in 16. stoletja;

## Pobratena mesta
- Alveston (Anglija, Združeno kraljestvo);